# Telejornal de horário nobre
Os telejornais de horário nobre são um nome genérico dado aos diferentes noticiários, transmitidos durante o horário nobre nas estações de televisão dos mais variados países.

## Países

### Portugal
Na primeira década da televisão em Portugal, os programas eram exibidos, apenas, em horário nobre, com a informação a ocupar um espaço privilegiado na programação da RTP. Entre 1957 e 1959, existiam três noticiário exibidos pela RTP: Noticiário (notícias lidas ilustradas por imagens), Jornal de Actualidades (reportagens filmadas, semelhantes aos cinejornais) e Últimas Notícias (síntese). Os dois primeiros eram exibidos sucessivamente às 22h e o último no final da emissão, por volta das 23h.
Em julho de 1959, os três noticiários fundiram-se no Jornal RTP que, a 19 de outubro desse ano, se tornou o Telejornal, ainda hoje em exibição e o programa mais antigo da televisão portuguesa. Ao longo dos anos, foi aumentando o número de edições, chegando a ter quatro edições diárias até 1974 (cinco aos domingos), três delas em horário nobre (19h30, 21h30 e no final da emissão, entre as 23h e às 0h30), posteriormente reduzida para três, com duas em horário nobre (20h30 e final da emissão).
A 16 de outubro de 1978, com a reestruturação da RTP, o a última edição do Telejornal foi substituída por um novo serviço de notícias chamado 24 Horas, que viria a ser um telejornal noturno nas décadas seguintes. Nesse mesmo dia, estreava na RTP2 o seu primeiro noticiário, Informação 2, transmitido às 22h. Desde aí, a RTP2 tem produzido sempre noticiários. A partir desta altura, o Telejornal passou a ser emitido por volta das 19h30, passando para as 20h por volta do início da década de 1990, com o surgimento das televisões privadas.
Com o início das emissões das televisões privadas em Portugal (SIC e TVI), estes canais também passaram a dispor de serviços de noticiário no horário nobre: o Jornal da Noite na SIC e a Informação 4 na TVI, hoje Jornal Nacional, ambos emitidos às 20h.
No caso dos canais de informação, os telejornais de horário nobre são caracterizados por serem espaços de aprofundamento das principais notícias do dia.
| Canal        | Nome            | Hora  | Duração | Estreia | Pivots                                                                           | Site         |
| ------------ | --------------- | ----- | ------- | ------- | -------------------------------------------------------------------------------- | ------------ |
| RTP1         | Telejornal      | 19h59 | 1h      | 1959    | José Rodrigues dos Santos, João Adelino Faria, Ana Lourenço                      | RTP Play     |
| RTP2         | Jornal 2        | 21h30 | 30 min  | 2014    | Sandra Sousa, Hugo Gilberto, Fátima Araújo                                       | RTP Play     |
| SIC          | Jornal da Noite | 19h58 | 2h      | 1992    | Clara de Sousa, Rodrigo Guedes de Carvalho, João Moleira                         | SIC Notícias |
| TVI          | Jornal Nacional | 19h57 | 1h30    | 2023    | José Alberto Carvalho, Sandra Felgueiras, Pedro Benevides, Andreia Vale          | TVI Player   |
| CMTV         | Grande Jornal   | 19h40 | 2h      | 2022    | Pedro Moutinho, Sara Carrilho, José Carlos Castro, Daniela Polónia               | CM           |
| RTP3         | 360º            | 21h   | 2h      | 2015    | Daniela Santiago, Alexandre Brito, Maria Nobre, Vítor Gonçalves                  | RTP          |
| SIC Notícias | Edição da Noite | 21h   | 2h      | 2001    | Rodrigo Pratas, Ana Patrícia Carvalho, Rosa de Oliveira Pinto, Nelma Serpa Pinto | SIC Notícias |
| CNN Portugal | Jornal da CNN   | 20h30 | 1h30    | 2021    | Ana Guedes Rodrigues                                                             | CNN Portugal |
| CNN Portugal | CNN Prime Time  | 21h58 | 2h      | 2021    | Ana Sofia Cardoso                                                                | CNN Portugal |

#### Historial por canal

##### RTP1
| Nome       | Hora  | Estreia | Ref.  |
| ---------- | ----- | ------- | ----- |
| Telejornal | 19h59 | 1959    | [ 5 ] |

##### RTP2
| Nome                         | Hora            | Estreia   | Término       | Ref.          |
| ---------------------------- | --------------- | --------- | ------------- | ------------- |
| Informação 2                 | 20h; 22h        | 1978      | 1982          | [ 10 ]        |
| Jornal da Noite              | 21h-22h 22h-23h | 1982 1984 | 1983 1986     | [ 14 ] [ 15 ] |
| Último Jornal                | 22h-23h         | 1983      | 1984          | [ 16 ]        |
| Últimas Notícias             | 22h30           | 1986      | 1986          | [ 17 ]        |
| Jornal das 9                 | 21h             | 1986      | 1993          | [ 18 ] [ 19 ] |
| TV2 Jornal                   | 21h-23h         | 1993      | 1996          | [ 20 ]        |
| Acontece                     | 21h-22h         | 1994      | 2003          | [ 21 ]        |
| Jornal 2                     | 21h-22h30       | 1996 2014 | 2010 presente | [ 22 ]        |
| Hoje                         | 19h; 22h        | 2010      | 2013          | [ 23 ]        |
| 24 Horas (Sumário e Síntese) | 22h             | 2013      | 2014          | [ 24 ]        |

##### SIC
| Nome            | Hora  | Estreia | Ref.   |
| --------------- | ----- | ------- | ------ |
| Jornal da Noite | 19h59 | 1992    | [ 25 ] |

##### TVI
| Nome            | Hora                | Estreia | Término | Ref.                 |
| --------------- | ------------------- | ------- | ------- | -------------------- |
| Informação 4    | 18h30; 19h30        | 1993    | 1994    | [ 26 ]               |
| Telejornal      | 18h30               | 1994    | 1995    | [ 27 ]               |
| Novo Jornal     | 18h30; 19h30; 22h45 | 1994    | 1996    | [ 27 ] [ 28 ] [ 29 ] |
| TVI Jornal      | 19h45               | 1995    | 1997    | [ 30 ]               |
| Directo XXI     | 21h                 | 1997    | 2000    | [ 31 ]               |
| Jornal Nacional | 20h                 | 2000    | 2011    | [ 32 ]               |
| Jornal das 8    | 20h                 | 2011    | 2023    | [ 32 ]               |